# Albert Hammond
Albert Hammond (Londen, 18 mei 1944) is een singer-songwriter afkomstig uit Gibraltar.
Hammond schreef samen met Mike Hazlewood diverse hits in de jaren zeventig zoals I'm a train, I don't wanna die in an air disaster, The free electric band en It never rains in southern California.
Verder schreef hij onder andere nummers voor Tina Turner (onder andere: I don't wanna lose you) en Whitney Houston (onder andere: One moment in time). Voorts is hij (mede)schrijver van The air that I breathe van The Hollies en To all the girls I've loved before van Julio Iglesias en Willie Nelson. Of ook nog: Nothing's Gonna Stop Us Now van Starship, en When I Need You van Leo Sayer.
Hammond vertrok als 16-jarige naar Amerika en vormde er samen met Steve Rowland in 1966 de groep The Family Dogg, in 1970 hernoemd tot Steve Rowland & The Family Dogg. Hammond is, hoewel geboren in Londen, afkomstig uit Gibraltar ("I am a Gibraltarian"). Kort na zijn geboorte verhuisde het gezin naar Gibraltar. In 2009 werd er in Gibraltar een serie postzegels ter ere van hem uitgegeven. Hammond ontving in 2015 de Ivor Novello Award voor zijn gehele oeuvre.
Hij componeerde onder meer ook de muziek voor de hit "Sensualité" van de Belgische Axelle Red.

## Persoonlijk
Hammond is de vader van Albert Hammond Jr., gitarist van de rockband The Strokes.

## Discografie

### Albums
| Album met eventuele hitnotering(en) in de Nederlandse Album Top 100 | Datum van verschijnen | Datum van binnenkomst | Hoogste positie | Aantal weken | Opmerkingen                          |
| ------------------------------------------------------------------- | --------------------- | --------------------- | --------------- | ------------ | ------------------------------------ |
| Albert Hammond                                                      | 1974                  | 02-11-1974            | 4               | 22           |                                      |
| 99 Miles from L.A.                                                  | 1975                  | 06-09-1975            | 21              | 8            |                                      |
| Hammond & West                                                      | 1986                  | 20-09-1986            | 9               | 19           | als Hammond & West / met Albert West |

### Singles
| Single met eventuele hitnotering(en) in de Nederlandse Top 40 | Datum van verschijnen | Datum van binnenkomst | Hoogste positie | Aantal weken | Opmerkingen                                                       |
| ------------------------------------------------------------- | --------------------- | --------------------- | --------------- | ------------ | ----------------------------------------------------------------- |
| It never rains in southern California                         | 1972                  | 02-12-1972            | 26              | 6            | Nr. 21 in de Single Top 100 / Alarmschijf                         |
| The free electric band                                        | 1973                  | 23-06-1973            | 3               | 10           | Nr. 3 in de Single Top 100 / Alarmschijf                          |
| The peacemaker                                                | 1973                  | 22-09-1973            | 12              | 7            | Nr. 10 in de Single Top 100                                       |
| I'm a train                                                   | 1974                  | 16-03-1974            | 6               | 10           | Nr. 7 in de Single Top 100 / Alarmschijf                          |
| I don't wanna die in an air disaster                          | 1974                  | 24-08-1974            | 3               | 14           | Nr. 3 in de Single Top 100                                        |
| New York City here I come                                     | 1975                  | 08-02-1975            | 13              | 6            | Nr. 12 in de Single Top 100                                       |
| Half a million miles from home                                | 1975                  | 21-06-1975            | tip22           | -            |                                                                   |
| Down by the river                                             | 1972                  | 13-09-1975            | 14              | 6            | Nr. 17 in de Single Top 100                                       |
| When I'm gone                                                 | 1981                  | 04-04-1981            | tip14           | -            |                                                                   |
| Give a little love                                            | 1986                  | 06-09-1986            | 6               | 10           | als Hammond & West / met Albert West / Nr. 3 in de Single Top 100 |

| Single met hitnotering(en) in de Vlaamse Ultratop 50 | Datum van verschijnen | Datum van binnenkomst | Hoogste positie | Aantal weken | Opmerkingen                                                        |
| ---------------------------------------------------- | --------------------- | --------------------- | --------------- | ------------ | ------------------------------------------------------------------ |
| It never rains in southern California                | 1972                  | -                     |                 |              | Nr. 24 in de Radio 2 Top 30                                        |
| The free electric band                               | 1973                  | -                     |                 |              | Nr. 6 in de Radio 2 Top 30                                         |
| The peacemaker                                       | 1973                  | -                     |                 |              | Nr. 25 in de Radio 2 Top 30                                        |
| I'm a train                                          | 1974                  | -                     |                 |              | Nr. 10 in de Radio 2 Top 30                                        |
| I don't wanna die in an air disaster                 | 1974                  | -                     |                 |              | Nr. 6 in de Radio 2 Top 30                                         |
| Down by the river                                    | 1975                  | -                     |                 |              | Nr. 19 in de Radio 2 Top 30                                        |
| Give a little love                                   | 1986                  | -                     |                 |              | als Hammond & West / met Albert West / Nr. 18 in de Radio 2 Top 30 |

### NPO Radio 2 Top 2000
| Nummers met noteringen in de NPO Radio 2 Top 2000 | '99  | '00  | '01 | '02 | '03  | '04  | '05  | '06  | '07  | '08  | '09  | '10  | '11  | '12  | '13  |
| ------------------------------------------------- | ---- | ---- | --- | --- | ---- | ---- | ---- | ---- | ---- | ---- | ---- | ---- | ---- | ---- | ---- |
| I Don't Wanna Die in an Air Disaster              | 901  | 1029 | 441 | 692 | 688  | 610  | 740  | 847  | 668  | 682  | 1158 | 924  | 1394 | -    | -    |
| I'm a Train                                       | 1004 | -    | 632 | 703 | 900  | 860  | 947  | 1241 | 1411 | 1073 | 1709 | 1303 | 1402 | -    | -    |
| It Never Rains in Southern California             | 1368 | -    | 529 | 898 | 1123 | 1022 | 1016 | 1456 | 995  | 1121 | -    | 1489 | 1974 | -    | -    |
| The Free Electric Band                            | 725  | 558  | 449 | 497 | 549  | 563  | 620  | 788  | 618  | 617  | 1204 | 841  | 1109 | 1808 | 1868 |

1. ↑  Een '-' betekent dat het nummer niet was genoteerd en een vetgedrukt getal geeft de hoogste notering van een nummer aan.
2. ↑  Deze tabel is bijgewerkt tot en met de laatste editie (2024).